# Juan José Armas Marcelo
Juan José Armas Marcelo (* 22. července 1946 Las Palmas de Gran Canaria, Španělsko) je španělský spisovatel, esejista a novinář. Je autorem knih El cameleón sobre la alfombra (cena Benito Pérez Galdós – 1975), Los dioses de sí mismos či Casi todas las muejeres. Jako novinář pracoval v Telecinco či TVE.